# Михайлов, Владимир Александрович (астроном)
Владимир Александрович Михайлов (1901—1955) — украинский советский астроном, исполнявший обязанности директора Харьковской обсерватории в годы немецкой оккупации и много сделавший для сохранения обсерватории в годы войны.

## Биография
Родился в 1901 году в Харькове. Отец, Александр Варсонофьевич Михайлов, был врачом, мать — домохозяйкой. Мать умерла, когда Владимиру было 5 лет, и он жил с отцом вплоть до его смерти в 1919 году.
В 1911—1919 учился в Харьковской городской Первой мужской гимназии. В августе 1919 года поступил на первый курс физико-математического факультета Харьковского университета, но уже в ноябре 1919 года был призван в белогвардейскую Добровольческую армию комиссия. Служил в госпитале, сам очень много болел в это время. В декабре 1920 года госпиталь, где работал Михайлов, был захвачен Красной армией. Большая часть медперсонала была расстреляна, а Михайлов был оставлен в живых и зачислен в Красную армию, став дезинфектором.
В 1921 году восстановился в Харьковском университете (в то время — Харьковском институте народного образования). В студенческие годы начинает тесно сотрудничать с Харьковской обсерваторией, работает под руководством Николая Евдокимова.
Весной 1926 года Михайлов окончил ХИНО, а в сентябре 1928 поступил на работу в Харьковскую обсерваторию на должность вычислителя. Оканчивает аспирантуру и в октябре 1930 переходит на должность астронома. С 1932 года преподаёт в Харьковском государственном университете, а с 1934 — Инженерно-строительном институте в (комплекс астрономических дисциплин на геодезическом факультете). Выполнил ряд астрометрических работ на меридианном круге и пассажном инструменте Харьковской обсерватории. В 1935 году получил учёное звание доцента астрономии, а в 1936 году — учёную степень
кандидата астрономических наук (без защиты диссертации). Весной 1941 года Михайлов начал большую программу наблюдений на меридианном круге для составления Каталога слабых звёзд и установления инерциальной системы координат в Галактике. Работы были прерваны началом Великой Отечественной войны.
17 октября 1941, за несколько дней до входа в Харьков гитлеровских войск, Михайлов был назначен исполняющим обязанности директора Харьковской обсерватории. Он Ему удалось спрятать большую часть оборудования и книг в подвалах обсерватории,
что позволило ввести в строй астрономические инструменты уже через несколько месяцев после освобождения Харькова. Михайлов также сумел сохранить обсерваторский архив. Несколько астрономов, оставшихся в Харькове во время оккупации, были расстреляны или погибли от голода, но Михайлову удалось выжить. После освобождения Харькова осенью 1943 года он сразу возглавил работы по восстановлению обсерватории.
В послевоенные годы Михайлов продолжил составление Каталога слабых звёзд, активно занимался организационной и педагогической деятельностью.
Умер 3 февраля 1955 года от рака печени.